# شرکت اس.ان.کی.

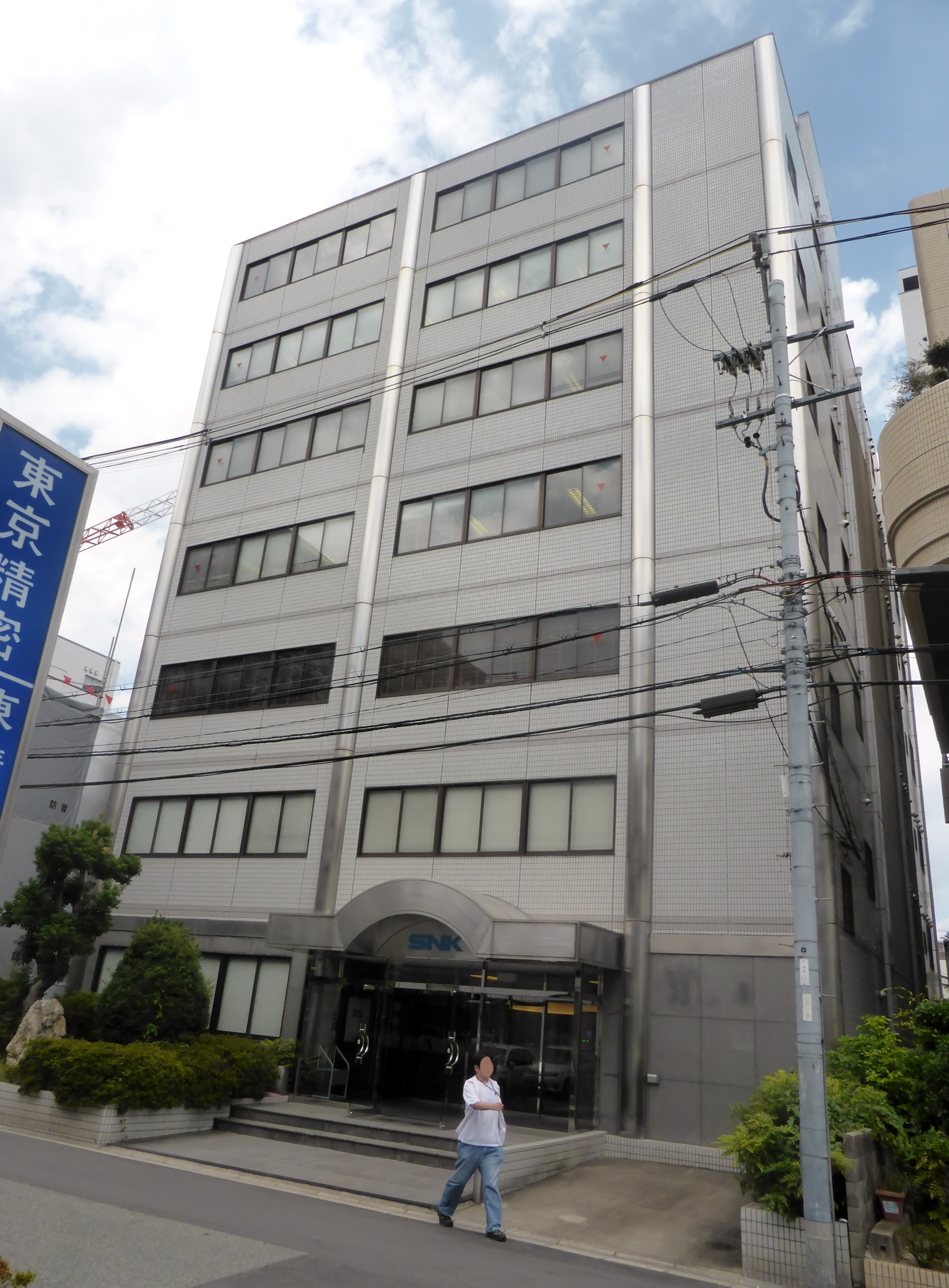
شرکت اس ان کی

شرکت اس ان کی یک شرکت ژاپنی تولید کننده سخت‌افزار بازی ویدئویی و نرم‌افزار رایانه است. این شرکت هم اکنون مالک برندهای Neo Geo و SNK است. این شرکت با نام اولیه شین نیهون کیکاکو توسط ایکیچی کاوازاکی در سال ۱۹۷۸ تأسیس شد. نام این شرکت به ژاپنی (新日本企画) به انگلیسی (Shin Nihon Kikaku) و به معنی «پروژه ژاپن جدید» می‌باشد که مخفف آن می‌شود SNK.